# Campionat d'escacs de Malta
El campionat d'escacs de Malta és un torneig d'escacs estatal de Malta per determinar el millor jugador d'aquest país. La primera edició del torneig va tenir lloc el 1923 i va ser guanyat per Oscar Serracino-Inglott. Harry Camilleri ha guanyat el torneig el rècord de divuit cops, el 1965 la primera vegada i la darrera el 2005, a l'edat de 72 anys.

## Quadre d'honor
| #  | Any  | Guanyador                    |
| -- | ---- | ---------------------------- |
| 1  | 1923 | Oscar Serracino-Inglott      |
| 2  | 1925 | Oscar Serracino-Inglott      |
| 3  | 1926 | Oscar Serracino-Inglott      |
| 4  | 1927 | Erin Serracino-Inglott       |
| 5  | 1928 | Erin Serracino-Inglott       |
| 6  | 1930 | Erin Serracino-Inglott       |
| 7  | 1934 | John Soler                   |
| 8  | 1935 | Carmelo Frisk                |
| 9  | 1936 | Richard Soler                |
| 10 | 1937 | Frank Ellul                  |
| 11 | 1938 | Richard Soler                |
| 12 | 1939 | Richard Soler                |
| 13 | 1940 | Richard Soler                |
| 14 | 1946 | Wilfred Attard               |
| 15 | 1948 | John Soler                   |
| 16 | 1949 | Richard Soler                |
| 17 | 1950 | Wilfred Attard               |
| 18 | 1953 | Wilfred Attard               |
| 19 | 1954 | Wilfred Attard               |
| 20 | 1955 | Guze Mifsud Bonnici          |
| 21 | 1956 | John Soler                   |
| 22 | 1957 | Wilfred Attard               |
| 23 | 1958 | Wilfred Attard               |
| 24 | 1959 | Wilfred Attard               |
| 25 | 1960 | Wilfred Attard               |
| 26 | 1961 | Wilfred Attard               |
| 27 | 1962 | Claude Sollars               |
| 28 | 1963 | Wilfred Attard               |
| 29 | 1964 | Wilfred Attard               |
| 30 | 1965 | Harry Camilleri              |
| 31 | 1966 | Harry Camilleri              |
| 32 | 1967 | Harry Camilleri              |
| 33 | 1968 | Harry Camilleri              |
| 34 | 1969 | Harry Camilleri              |
| 35 | 1970 | Harry Camilleri              |
| 36 | 1971 | Harry Camilleri              |
| 37 | 1972 | Harry Camilleri              |
| 38 | 1973 | Adriano Gouder               |
| 39 | 1974 | Harry Camilleri              |
| 40 | 1975 | Adriano Gouder               |
| 41 | 1976 | Harry Camilleri              |
| 42 | 1977 | Harry Camilleri              |
| 43 | 1978 | Harry Camilleri              |
| 44 | 1979 | Harry Camilleri              |
| 45 | 1980 | Wilfred Attard               |
| 46 | 1981 | Harry Camilleri Joseph Gauci |
| 47 | 1982 | Josef Lauri                  |
| 48 | 1983 | Geoffrey Borg                |
| 49 | 1984 | Geoffrey Borg                |
| 50 | 1985 | Geoffrey Borg                |
| 51 | 1986 | Geoffrey Borg                |
| 52 | 1987 | Geoffrey Borg                |
| 53 | 1988 | Conrad Thake                 |
| 54 | 1989 | Harry Camilleri              |
| 55 | 1990 | Harry Camilleri              |
| 56 | 1991 | Peter Sammut Briffa          |
| 57 | 1992 | Stefan Camilleri             |
| 58 | 1993 | Timothy Mifsud               |
| 59 | 1994 | Timothy Mifsud               |
| 60 | 1995 | Timothy Mifsud               |
| 61 | 1996 | Timothy Mifsud               |
| 62 | 1997 | Timothy Mifsud               |
| 63 | 1998 | Timothy Mifsud               |
| 64 | 1999 | Harry Camilleri              |
| 65 | 2000 | David Cilia Vincenti         |
| 66 | 2001 | Peter Sammut Briffa          |
| 67 | 2002 | Peter Sammut Briffa          |
| 68 | 2003 | Colin Pace                   |
| 69 | 2004 | Andrew Borg                  |
| 70 | 2005 | Harry Camilleri              |
| 71 | 2006 | Colin Pace                   |
| 72 | 2007 | Patrick Zerafa               |
| 73 | 2008 | Colin Pace                   |
| 74 | 2009 | Colin Pace                   |
| 75 | 2010 | Colin Pace                   |
| 76 | 2011 | Colin Pace                   |
| 77 | 2012 | Colin Pace                   |
| 78 | 2013 | Joseph Gauci                 |
| 79 | 2014 | Joseph Gauci                 |
| 80 | 2015 | Colin Pace                   |
| 81 | 2016 | Robert Zerafa                |
| 82 | 2017 | Robert Zerafa                |
| 83 | 2018 | Robert Zerafa                |
| 84 | 2019 | Robert Zerafa                |
| 85 | 2020 | Jake Darmanin                |
| 86 | 2021 | Robert Zerafa                |
| 87 | 2022 | David Cilia                  |
| 88 | 2023 | Colin Pace                   |
| 89 | 2024 | Jack Mizzi                   |